# Fadil Paçrami
Fadil Paçrami (ur. 25 maja 1922 w Szkodrze, zm. 15 stycznia 2008 w Tiranie) – albański pisarz, dramaturg i polityk.

## Życiorys
Pochodził z rodziny muzułmańskiej. Uczył się w kolegium franciszkańskim w Szkodrze, a po jego ukończeniu wyjechał na studia medyczne do Bolonii. W roku 1942 przerwał studia, wrócił do kraju i przyłączył się do antywłoskiego ruchu oporu.
Z ruchem komunistycznym związany był od roku 1937, do 1943 członek Komunistycznej Partii Albanii. Po wyzwoleniu kraju został wybrany deputowanym do parlamentu albańskiego i objął stanowisko wiceministra edukacji. W latach 1947–1948 kierował Muzeum Archeologicznym w Tiranie. W latach 1948–1957 kierował dziennikiem Zëri i Popullit (Głos Ludu) – organem Albańskiej Partii Pracy. W latach 1965–1966 kierował ministerstwem kultury i sztuki, a następnie kierował Komitetem Okręgowym partii w Tiranie. W latach 1970–1973 był przewodniczącym prezydium parlamentu albańskiego VII kadencji. Paçrami był jedną z osób odpowiedzialnych za nową formułę XI Festiwalu Piosenki Albańskiej, który odbył się w grudniu 1972 roku. Widzowie albańscy mogli wtedy po raz pierwszy posłuchać muzyki bigbitowej, wykonywanej przez długowłosych muzyków i ubrane w spódniczki mini dziewczęta. Tak drastyczne odejście od dotychczasowego, socrealistycznego wzorca festiwalu wywołało oburzenie w kierownictwie partii albańskiej. Na IV Plenum Komitetu Centralnego Albańskiej Partii Pracy odbywającym się w dniach 26–28 czerwca 1973 r. wraz z Todim Lubonją został poddany ostrej krytyce za próbę podważenia obowiązującego w Albanii wzorca socrealizmu.
Aresztowany 21 października 1975 roku przez Sigurimi, spędził 18 miesięcy w tirańskim więzieniu. Tam też oczekiwał na proces, który rozpoczął się w marcu 1977. Paçramiego oskarżano o sabotaż w dziedzinie kultury i zarażanie młodzieży albańskiej obcymi wzorcami. Został skazany na 25 lat więzienia. Wyszedł na wolność 17 marca 1991, w więzieniach spędził 15 lat i 5 miesięcy. Zmarł po długiej chorobie w Tiranie, został pochowany na cmentarzu Sharrë.
Był jednym z najbardziej znanych albańskich dramaturgów. W 1959 ukazał się pierwszy dramat Paçramiego - Në tufan. Do 1973 roku napisał 13 dramatów, z czego 9 opublikowano. Zbiór jego dramatów opublikowało w 1999 roku wydawnictwo Morava. W 1997 ukazały się wspomnienia Paçramiego (Pamje nga humbëtira : kujtime, biseda, letra nga burgu, refleksione), nakładem wydawnictwa Europa.

## Dramaty opublikowane
- 1963: Dy drama : Në tufan ; Mbi gërmadha
- 1968: Tri drama
- 1970: Edhe ri drama
- 1999: Nga një ditar dy drama
- Shtëpia në Bulevard (Dom przy Bulwarze)
- Rrugëve të pashkelura (Nieodkryte drogi)
- Ngjarje në fabrikë (Zdarzenie w fabryce)
- E bardha dhe e zeza (Białe i czarne)
- 20 ditët (20 dni)
- Viti 61 (rok 1961)
- Nuk kam mall për vjetërsira
- Çështja e inxhinier Saimirit (Sprawa inżyniera Saimiriego)

## Inne publikacje
- 1970: Deshtimi i komploteve
- 1997: Pamje nga humbetira : kujtime
- 2003: Rrjedhave të shekullit : kujtime dhe refleksione